# 愛野風力発電所
愛野風力発電所(あいのふうりょくはつでんしょ)は、長崎県雲仙市愛野町にある風力発電所。2003年9月に運転を開始。

## 概要
- 所在地：長崎県雲仙市愛野町甲2216-2
- 発電所名：愛野風力発電所
- 発電事業会社：株式会社九電工[注釈 1]
- 稼働年月：2003年9月

## 発電機
ドイツのREpower社製。1,500kwの発電量の発電機が1基設置されている。年間発電量290万kw、タワーの高さは63.375m、羽根の直径は70mである。CO2の削減量は、1,990t/年。原油削減量は、733キロリットル/年（ドラム缶3,663本分）になる。風速が3m/s以下もしくは25m/s以上になると自動停止する。
REpower社が製作した日本国内の風力発電機は当該機も含め全45機で、総出力ごとの内訳は30～600kwが1機、600～750kwが1機、1,500kwが41機、2,000kwが2機である。発電機はドイツ本国や日本だけでなく、フランスやイギリス、イタリアなど全18ヵ国に展開している。